# Aleksandra Gaca

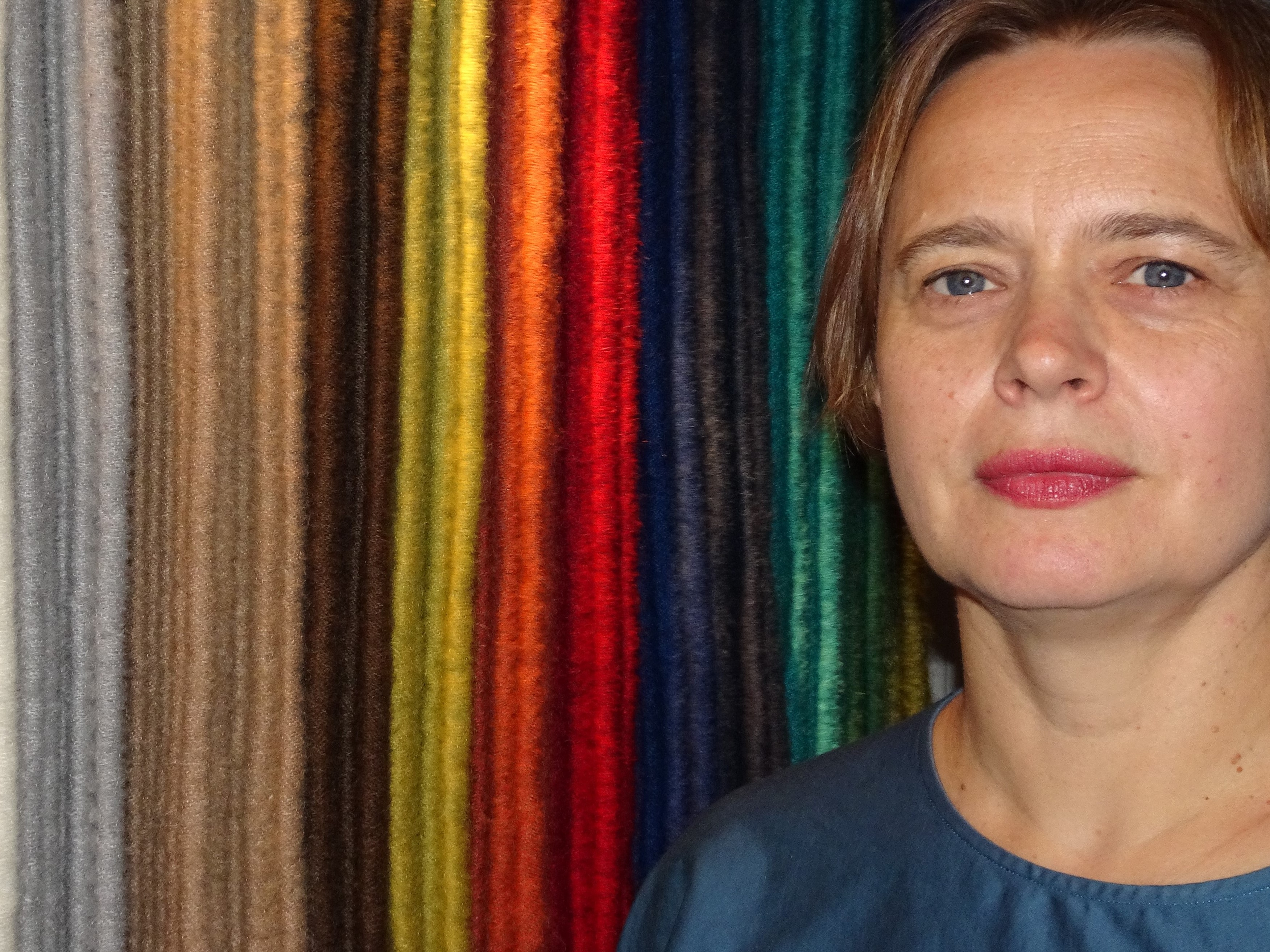
Aleksandra Gaca met de door haar gecreëerde shawls uit haar Slumber Collection.

Aleksandra Gaca (28 april 1969, Łódź) is een Poolse ontwerpster in geweven textiele kunst. Zij is internationaal bekend en heeft een ontwerpatelier in Delft.

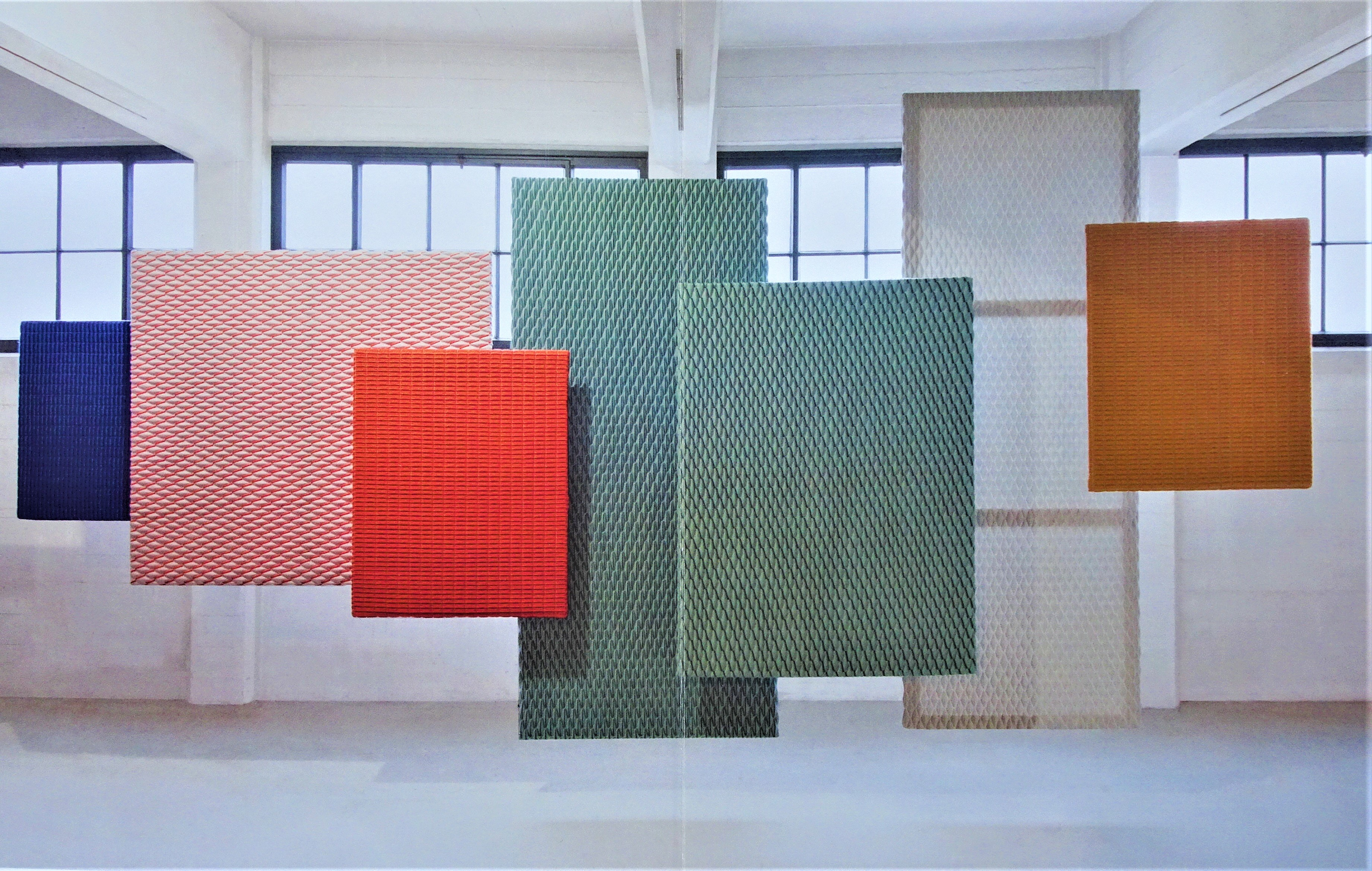
3D-weefsels uit de serie ARCHITEXTILES als geluidsabsorberende panelen met verschillende patronen en kleuren (foto: reproductie uit Aleksandra Gaca productenbrochure met toestemming van Aleksandra Gaca).

## Opleiding en werk
Gaca is geboren in Polen maar woont in Nederland. Al vroeg werd haar aandacht getrokken door de Poolse textiel, design en structuur, waarvan Łódź het centrum is en begon haar eigen kleding te maken. Na haar middelbare school ging zij studeren aan de Middelbare School van Beeldende Kunsten in Łódź.
Daarna trok zij op 22-jarige leeftijd naar Delft en studeerde in Den Haag aan de Koninklijke Academie van Beeldende Kunsten, waar zij in 1997 in de richting 'Textiel’ op de afdeling ‘Textiel en modevormgeving' afstudeerde. Daar ontwikkelde zij de passie voor het weven. 
Zij won een geldprijs voor een van haar ontwerpen, waardoor zij een handweefgetouw kon aanschaffen en voor het vervaardigen van haar experimentele ontwerpen kon zij gebruik maken van de mogelijkheden die het TextielLab in het TextielMuseum bood. Haar eerste stoffen produceerde zij daar in 1997 op een industrieel jacquard-weefgetouw. Haar specialisatie gaat uit naar functionele textiele ontwerpen, waarbij zij met 3-dimensionale (reliëf) ontwerpen pionier is. Deze werkt zij handmatig uit op een weefgetouw, voordat ze voor productie geschikt zijn. 
Sinds 2000 heeft zij een eigen atelier in Delft en maakt gebruik van het TextielLab, waar zij nieuwe, soms eenmalige werken vervaardigt, zoals wandbespanningen. Hier ontwerpt zij geluiddempende stoffen, stoffen met optische effecten, en verschillende collecties, zoals de Cosmos Collection, die ontstond na een succesvolle samenwerking met Hybrids en Fusion (2002), de Slumber Collection (2004) met sjaals en poefen, en de akoestische Architextiles-collection (2007), die resulteerde in de bekroonde Casalis Architextiles Collection (2011) voor het Belgische woonstijlbedrijf Casalis. Deze collectie wordt elk jaar verder ontwikkeld met toepassingen in interieurs, architectuur, kunsttentoonstellingen en mode. Voor de moderne, dikwijls nogal kille vergaderruimtes ontwierp Gaca Architextiles Art Panels voor de Nederlandse ambassade in Berlijn en het kantoor van de Rabobank in Nijmegen. Deze panelen zijn niet alleen bedoeld ter verfraaiing van de ruimte, maar zorgen ook voor isolatie en een betere akoestiek.
Kenmerkend voor haar werk zijn ordening, ritme en herhaling, die tot hierin tot uiting komen en zijn gebaseerd op bouwconstructies van staalskeletten en tegelrasters uit de architectuur. Zij experimenteert met zelf ontwikkelde garens en bindingen, waaruit haar 3D-weefsels voortkomen. De ontwerpen zijn van bedrieglijke eenvoud en zij maakt op speelse wijze gebruik van kleuren, textuur, oppervlak en afwerking.

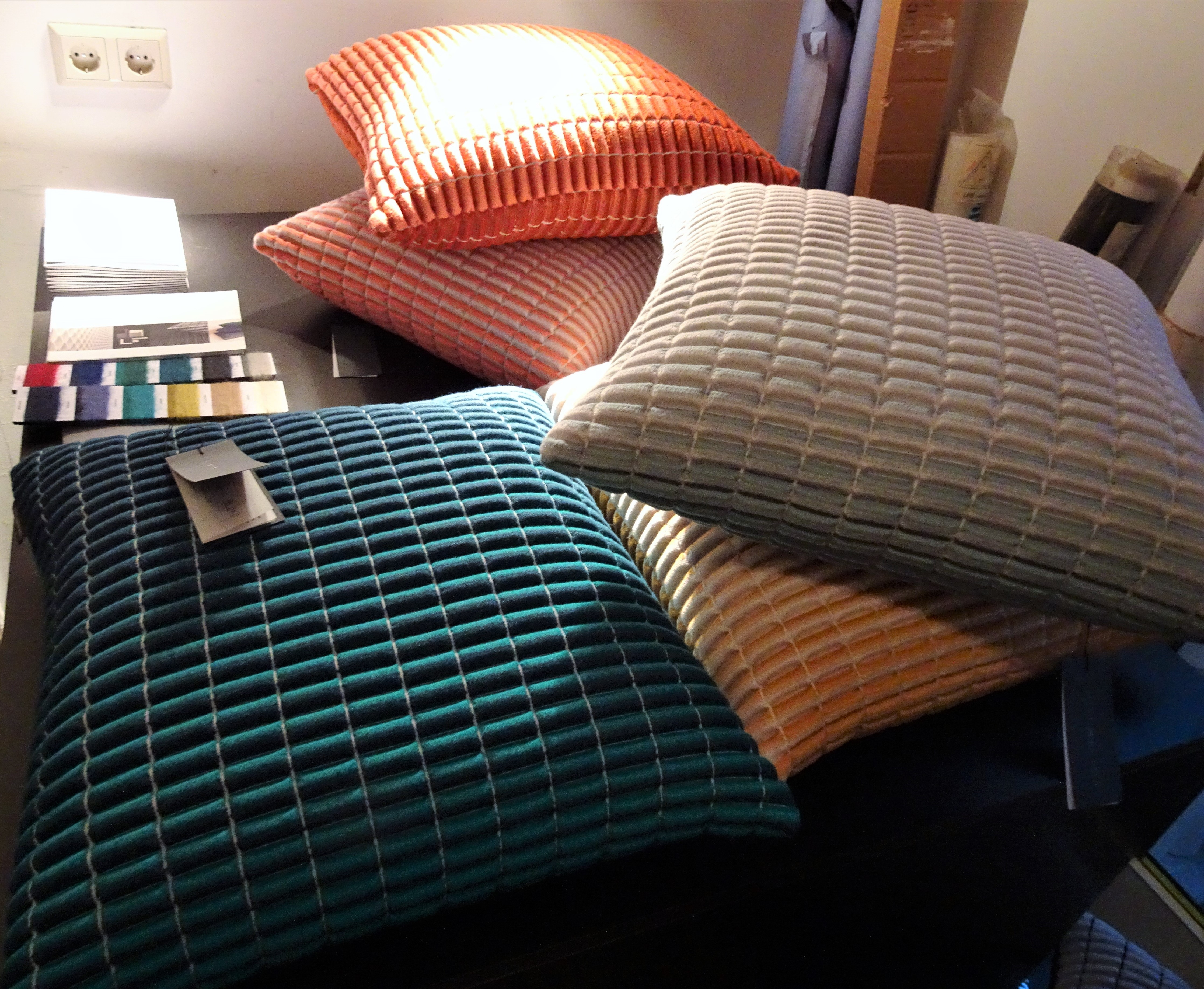
Kussens in een ontwerp van Aleksandra Gaca, overtrokken met de 3D-stof BLOKO

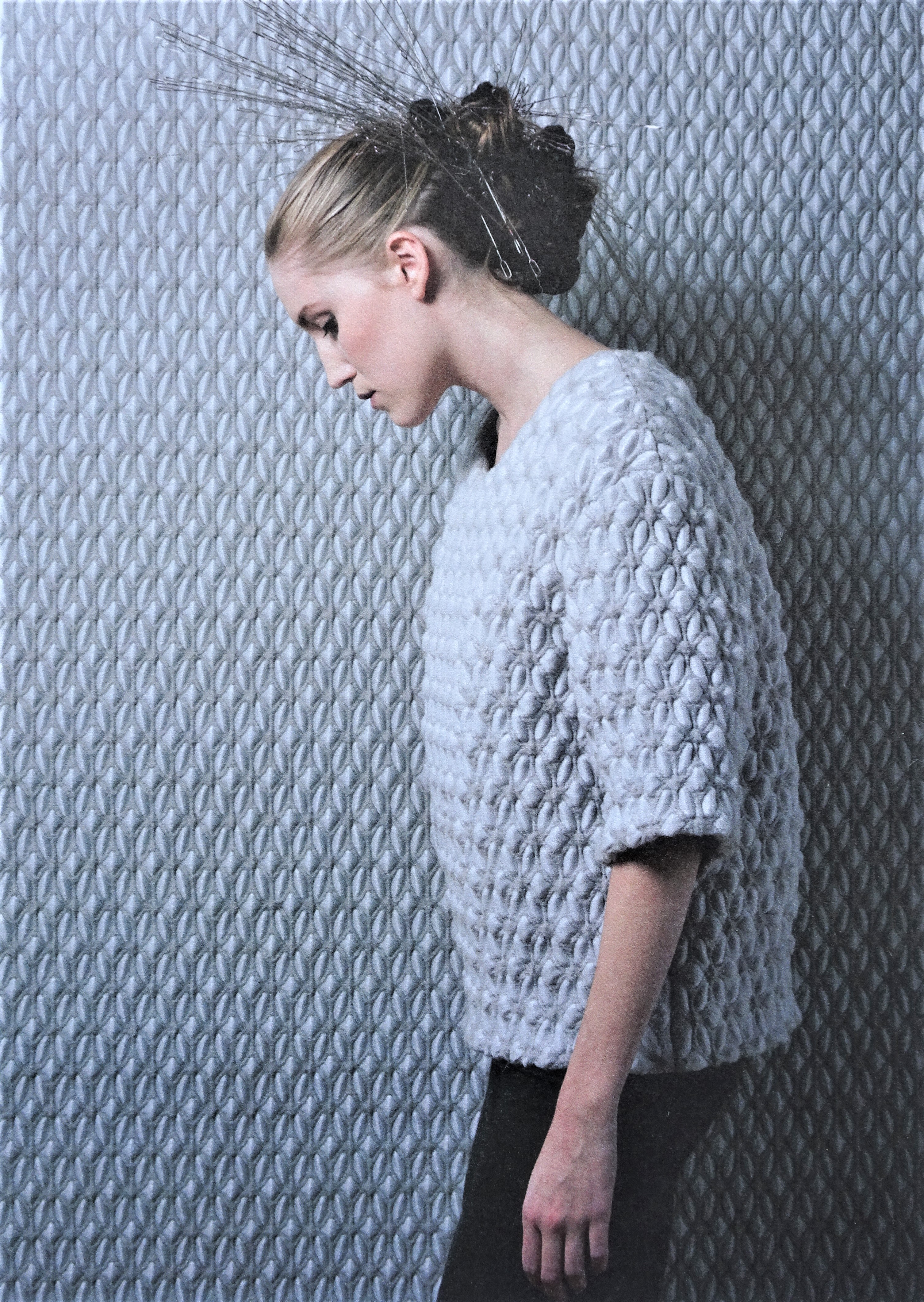
3D-weefsel FLORO zowel als wandbekleding als voor kledingontwerp; hier ontwerp van Iris van Herpen (foto: reproductie uit Aleksandra Gaca productenbrochure met toestemming van Aleksandra Gaca).

### Weefsels
De door haar ontworpen weefsels en hun toepassingen:
- BLOKO – 3D-stof; toepassing: beddenspreien, kussens, stoelbekleding
- RHOMBUS – 3D-stof; toepassing; beddenspreien
- ONDO – 3D-stof; toepassing: akoestische wandbekleding
- FLORO – 3D-stof; toepassing: mode ontwerpen, wandbekleding
- CELLO – 3D-stof; toepassing: wandbekleding
- MEMPHIS – toepassing: raamdecoratie

### Toepassingen
Haar werk wordt toegepast in interieurs, architectuur, mode en kunsttentoonstellingen. Voor de moderne, dikwijls nogal kille vergaderruimtes ontwierp Gaca Architextiles Art Panels voor onder meer de Nederlandse ambassade in Berlijn en het kantoor van de Rabobank in Nijmegen. Deze panelen zijn niet alleen bedoeld ter verfraaiing van de ruimte, maar zorgen ook voor isolatie en een betere akoestiek.
Haar beddenspreien vonden toepassing in onder meer Hotel W in Amsterdam en Hotel The Fritz in Düsseldorf, terwijl poefs en sjaals in modehuizen belandden.
Haar ontwerpen belanden niet alleen in musea, maar ook bij textielproducenten, die voor de consumentenmarkt werken, zoals fabrikant in raamdecoratiestoffen Lienesch en modeontwerpster Iris van Herpen. Exclusieve, kleine producties zijn in enkele winkels in woonmode verkrijgbaar.
In de architectuur vindt zij samenwerking met onder andere Fokkema & Partners architecten, The Invisible Party (W Hotel, Amsterdam), John Pawson (Jaffa Hotel, Tel Aviv), RDAI architecture - Parijs (Hermès) en HappelCornelissenVerhoeven (Museum de Lakenhal, Leiden).
In opdracht van het Museum De Lakenhal in Leiden ontwierp zij in 2018 ContraFabric, een op het schilderij 'Contra-compositie in dissonanten XVI' (1925) van de kunstenaar en oprichter van de De Stijl-beweging Theo van Doesburg geïnspireerde wandbespanning voor het nieuwe auditorium, dat niet alleen een esthetische waarde heeft, maar ook geluiddempend werkt. Bij de heropening van het museum door Koning Willem–Alexander op 19 juni 2019, werd dit werk onthuld.

## Onderscheidingen
Met haar innoverend werk heeft zij verschillende internationale onderscheidingen gekregen en op nationaal vlak de Dutch Design Award in categorie Best Product voor het driedimensionaal geweven textiel BLOKO, bestemd voor de conceptauto Renault SYMBIOZ. Daarnaast ontving zij de Gold A’ Design Award 2017. In 2018 werd zij door de Pools Nederlandse Kulturele Vereniging genomineerd voor de verkiezing van de Pool van het Jaar (Polonus). De Pool van het Jaar-uitreiking vond op 19 november plaats in Studio's Aalsmeer.

## Musea
Diverse van haar ontwerpen zijn opgenomen in museumcollecties, zoals het Nationaal Museum in Warschau, het TextielMuseum in Tilburg en Cooper Hewitt, Smithsonian Design Museum in New York.